# Universidad de Nápoles Federico II
La Universidad de Nápoles Federico II (en italiano: Università degli Studi di Napoli Federico II) es la principal universidad napolitana y una de las más importantes de Italia. Es la más antigua universidad laica y estatal del mundo, con 800 años de historia, ya que fue fundada el 5 de junio de 1224.

## Organización
La Universidad está compuesta de 13 facultades. Para llevar a cabo una correcta gestión de la enorme cantidad de personal docente, técnico - administrativo y estudiantil, se dividió en 3 campus principales. 

### Campus de Ciencias y Tecnología
El Campus de Ciencias y Tecnología tiene su centro en el Complejo Universitario del Monte Sant'Angelo, en el barrio de Soccavo, comprende las facultades de:
- Ciencia matemática, física y ciencias naturales, en el complejo del Monte Sant'Angelo.
- Ingeniería - situada en el barrio de Fuorigrotta, está formada por 3 sedes: la histórica sede de Piazzale Tecchio, la sede de la calle Claudio y el nuevo complejo de la calle Nuova Agnano.
- Arquitectura - en el centro histórico, tiene su sede central en el Palacio Gravina.

El campus de Ciencias y Tecnología es el principal punto de referencia de la innovación tecnológica, y está cerca de principales instituciones de investigación como el CNR y el ENEA. La Facultad de Ingeniería de la Universidad de Nápoles Federico II y está clasificada entre las 100 mejores escuelas de ingeniería del mundo, según el ranking realizado por el Instituto de Educación Superior de Sanghai.

### Campus de Ciencias Humanas y Sociales

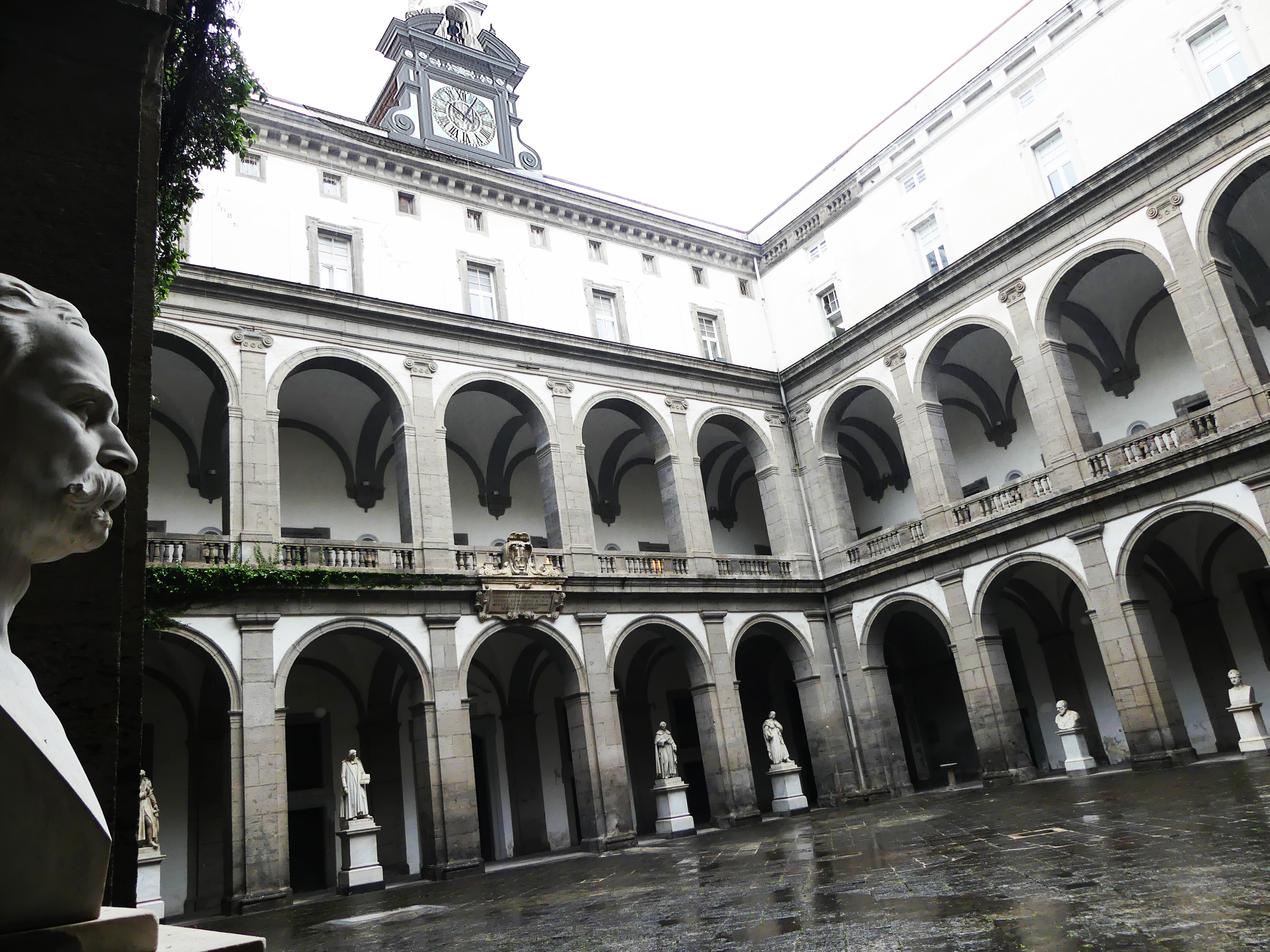
Casa de Salvatore, sede de la biblioteca universitaria.

En el Campus de las Ciencias Humanas y Sociales, que está situado en el centro de Nápoles, cuenta con las siguientes facultades:
- Derecho, es la facultad de Derecho con más estudiantes de Italia. Se distribuye en tres sedes: la sede histórica situada en la calle Umberto I, en la calle Porta di Massa y en la calle Marina.
- Filosofía y Letras.
- Psicología.
- Ciencias Políticas.
- Sociología.
- Economía.
- Turismo.

### Campus de Ciencias de la Vida
El Campus de Ciencias de la Vida, tiene sede en el Hospital Clínico de Nápoles, y cuenta con las siguientes facultades: 
- Agricultura
- Farmacia
- Medicina y cirugía
- Veterinaria

## Galería de imágenes

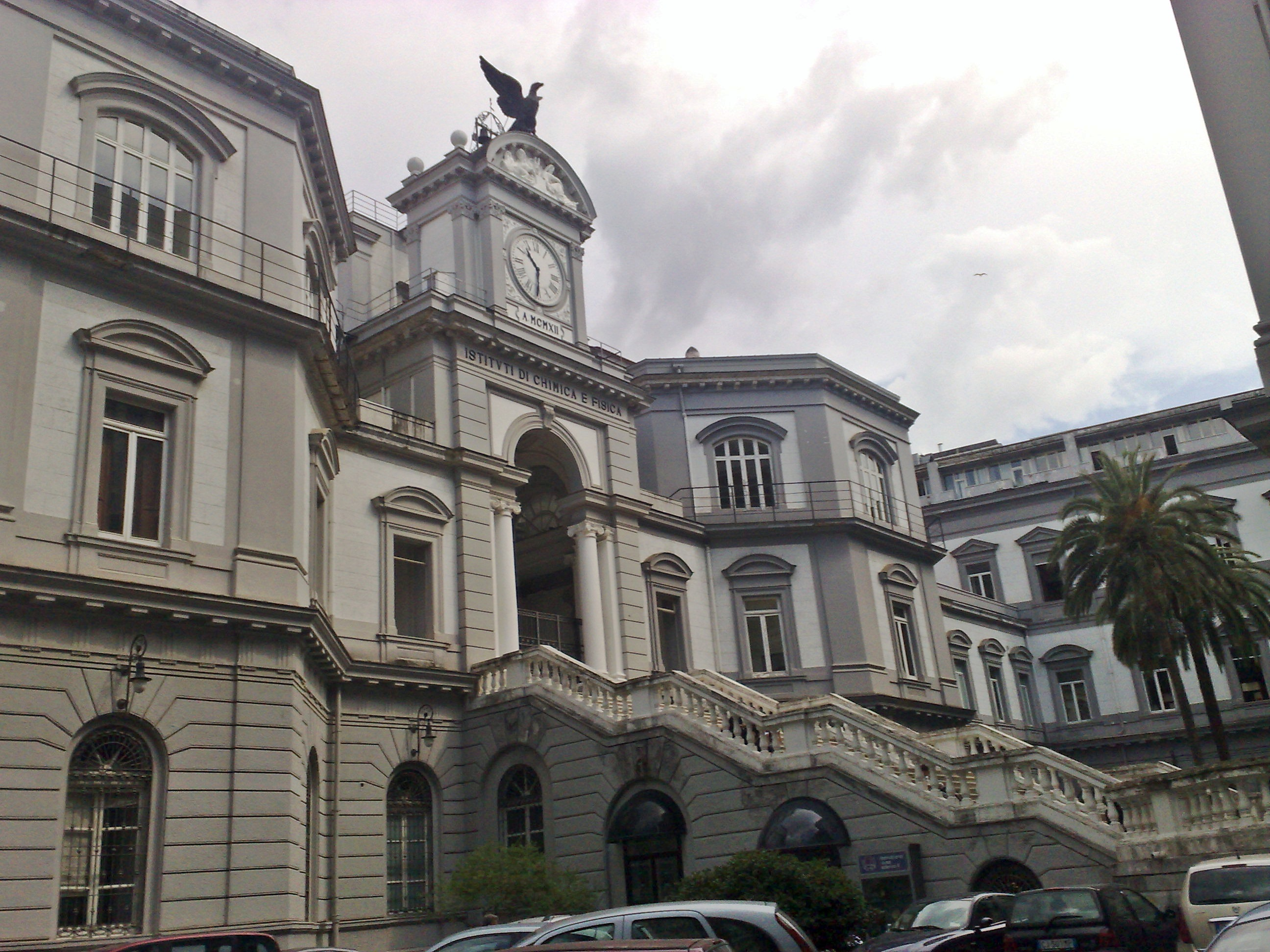
Facultad de Derecho (sede histórica).
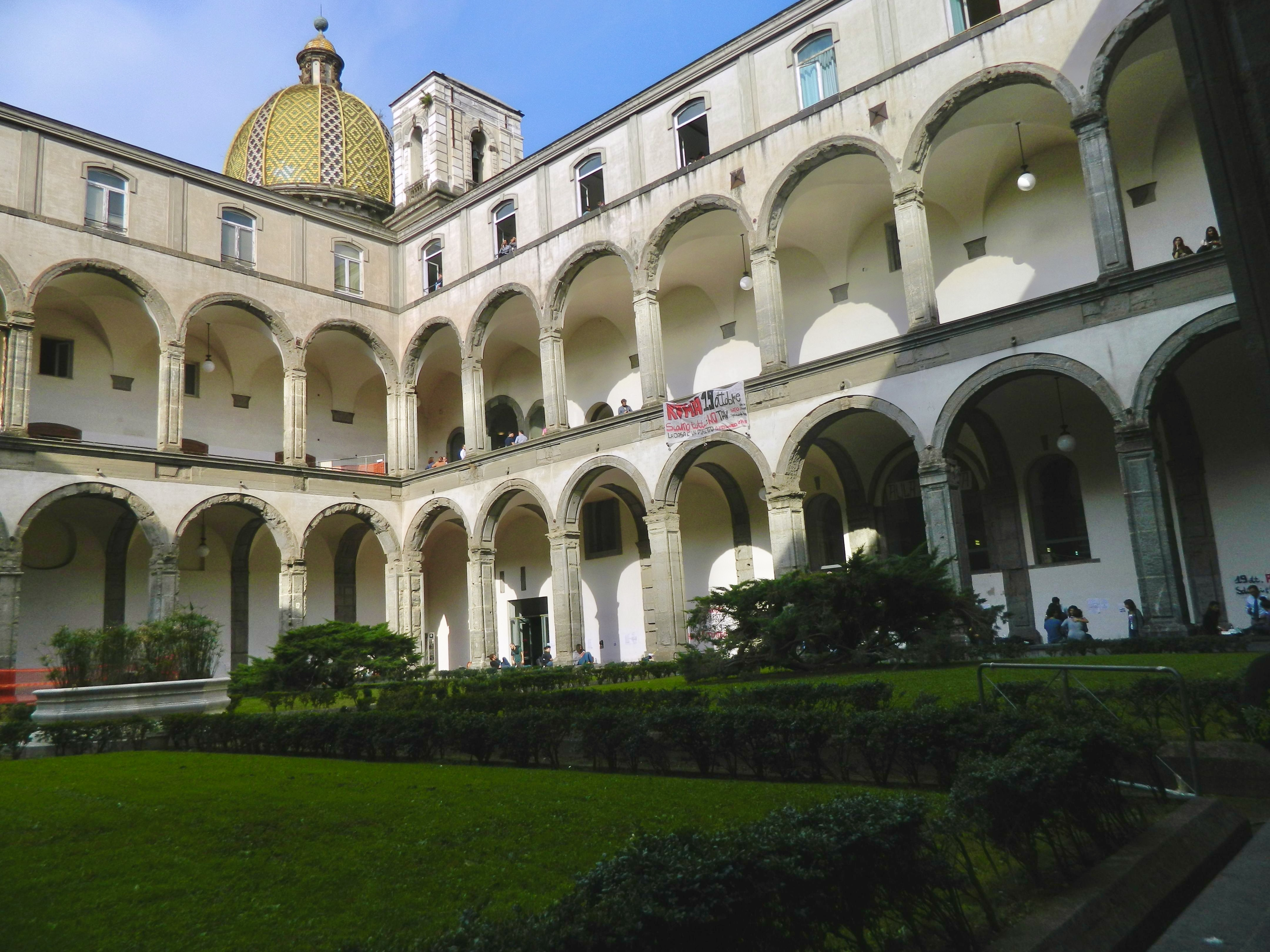
Facultad de Filosofía y Letras.
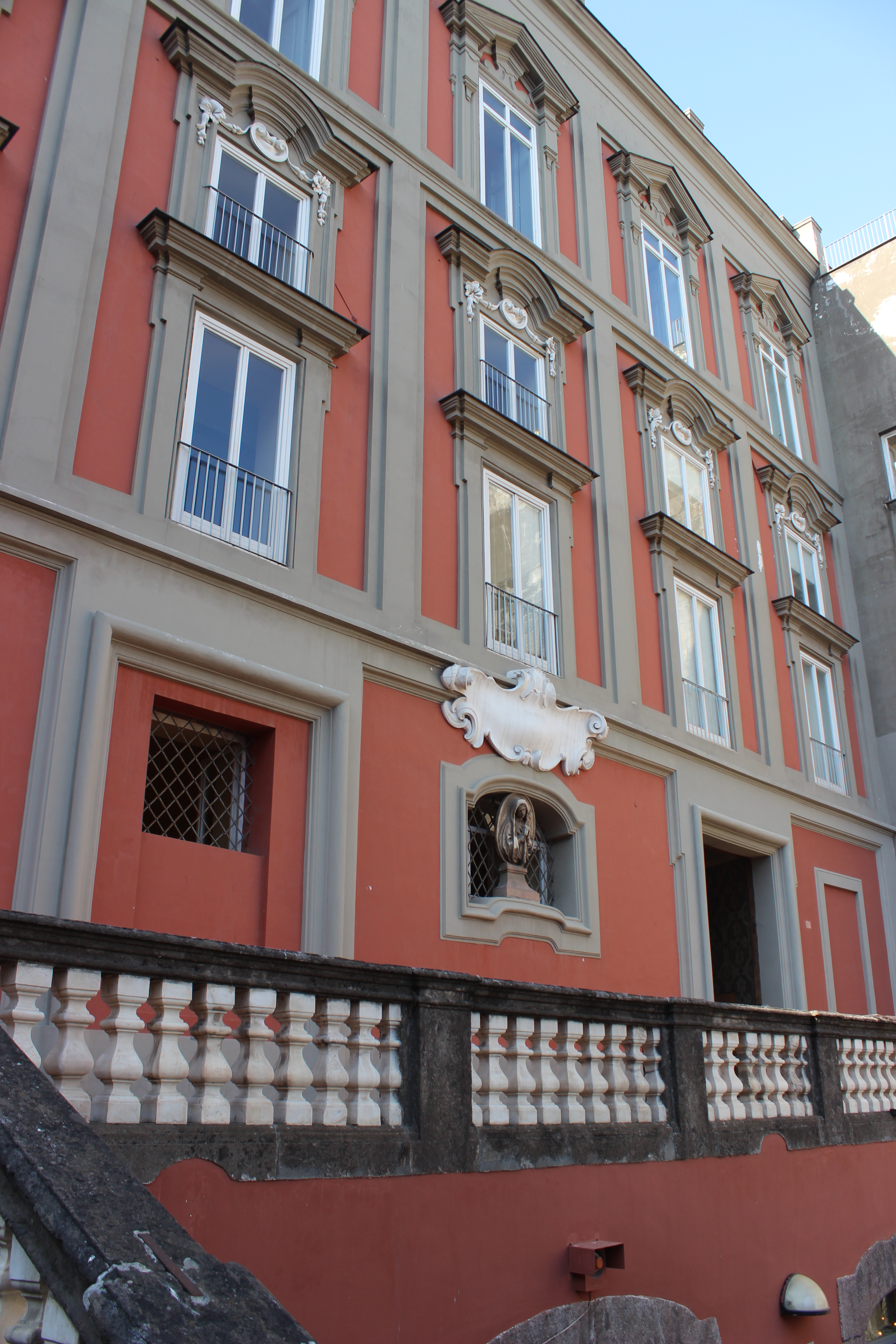
Biblioteca de la Facultad de Filosofía y Letras.
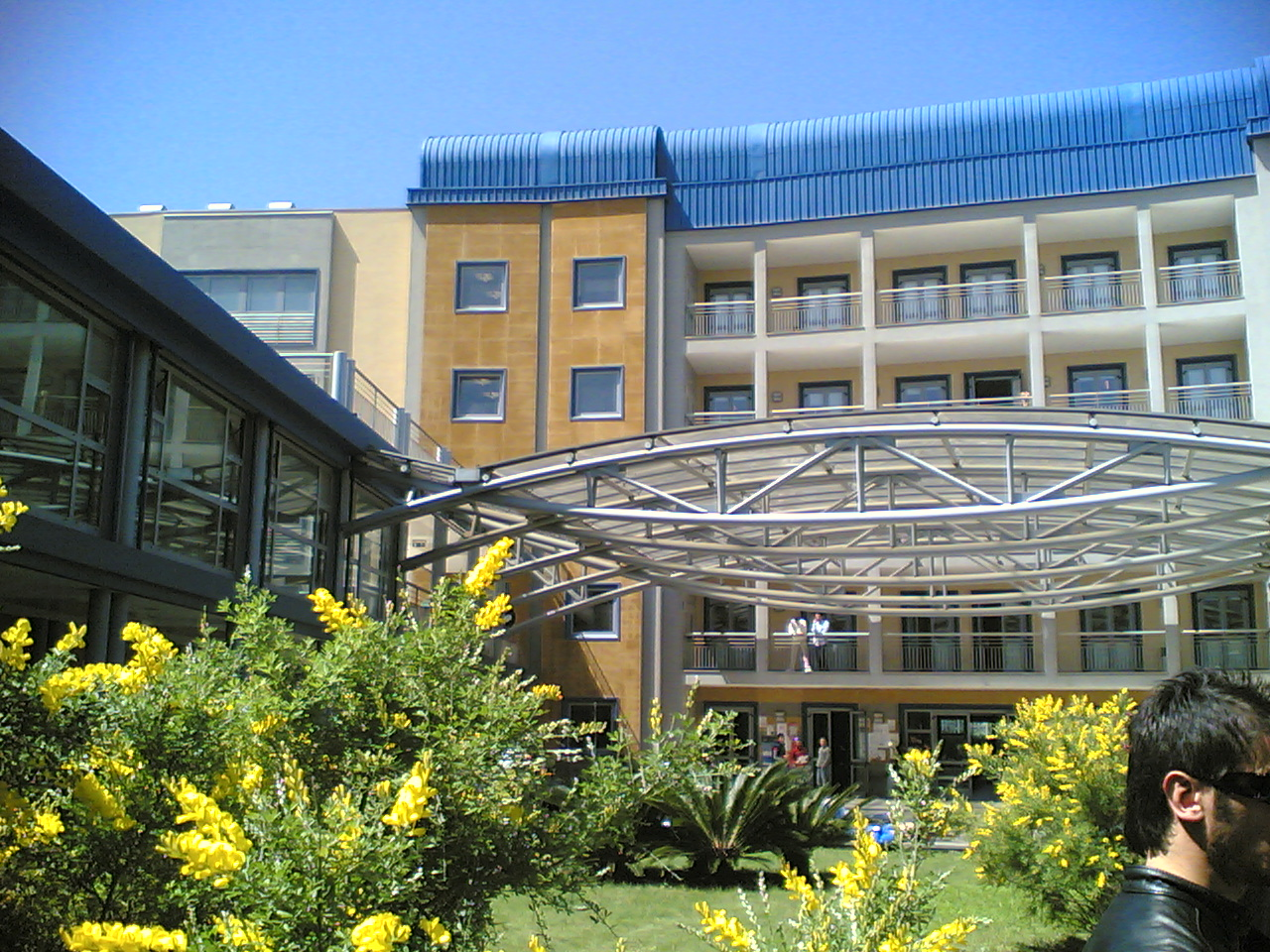
Facultad de Ingeniería (sede de Agnano).
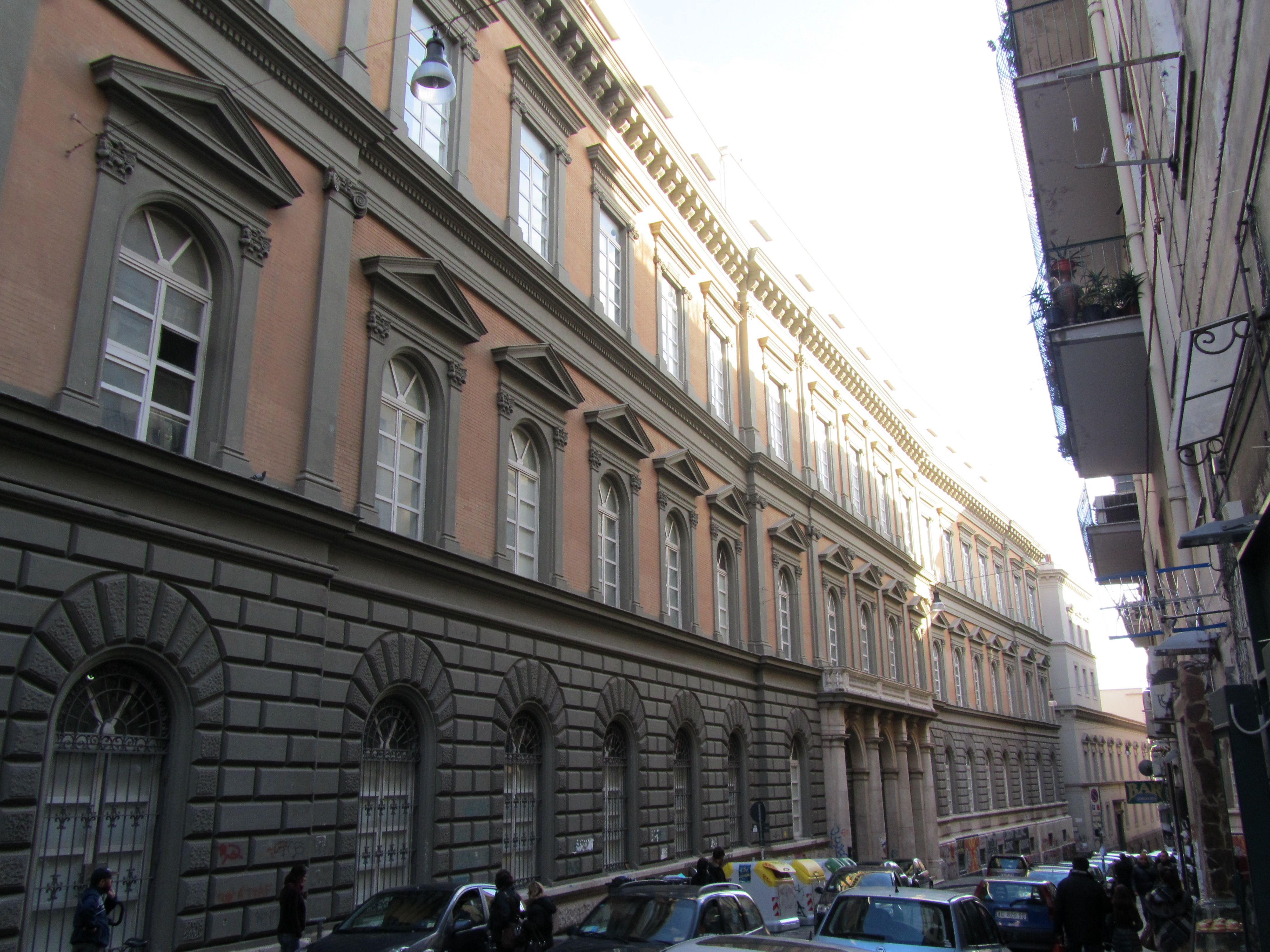
Facultad de Biotecnología.
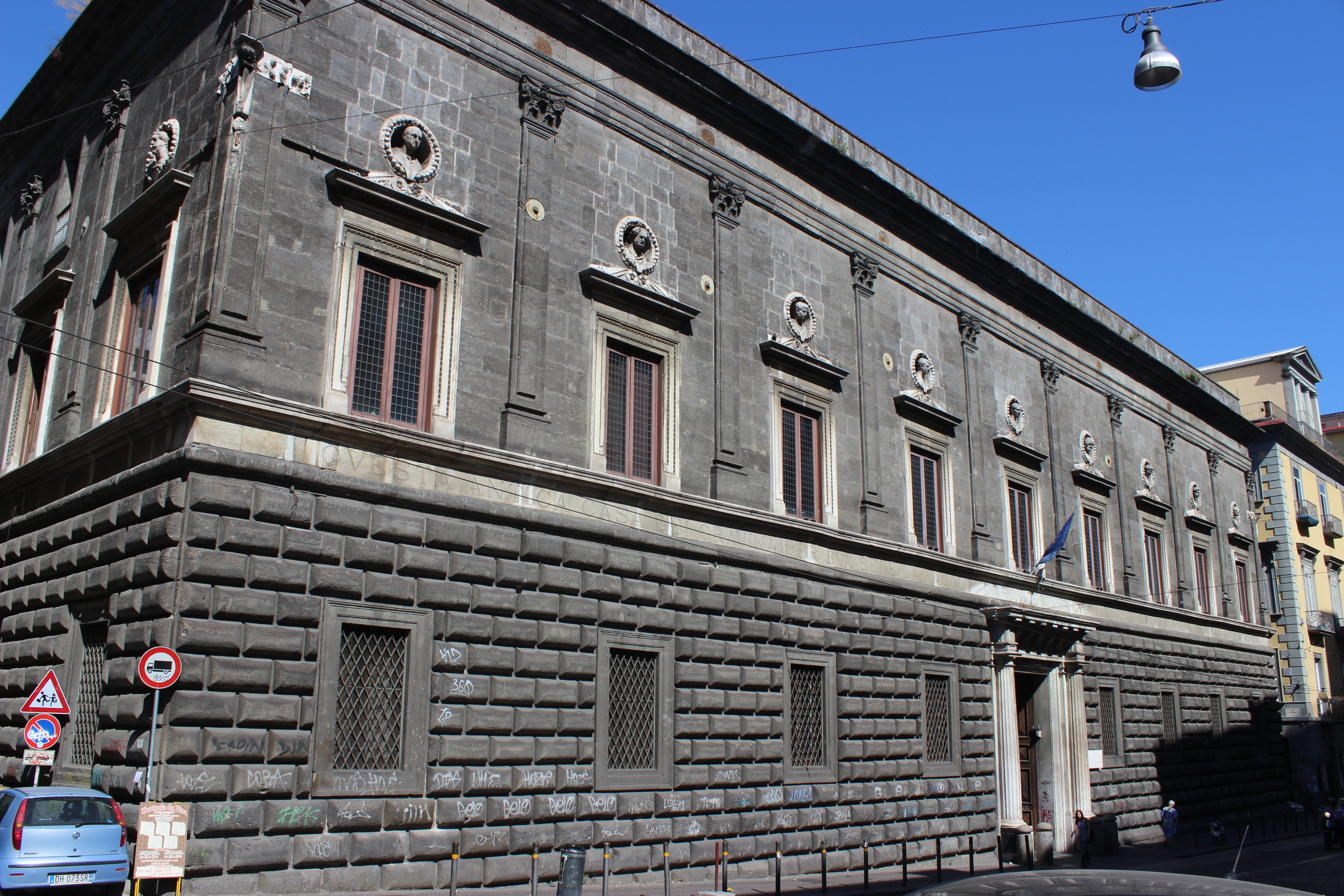
Facultad de Arquitectura.
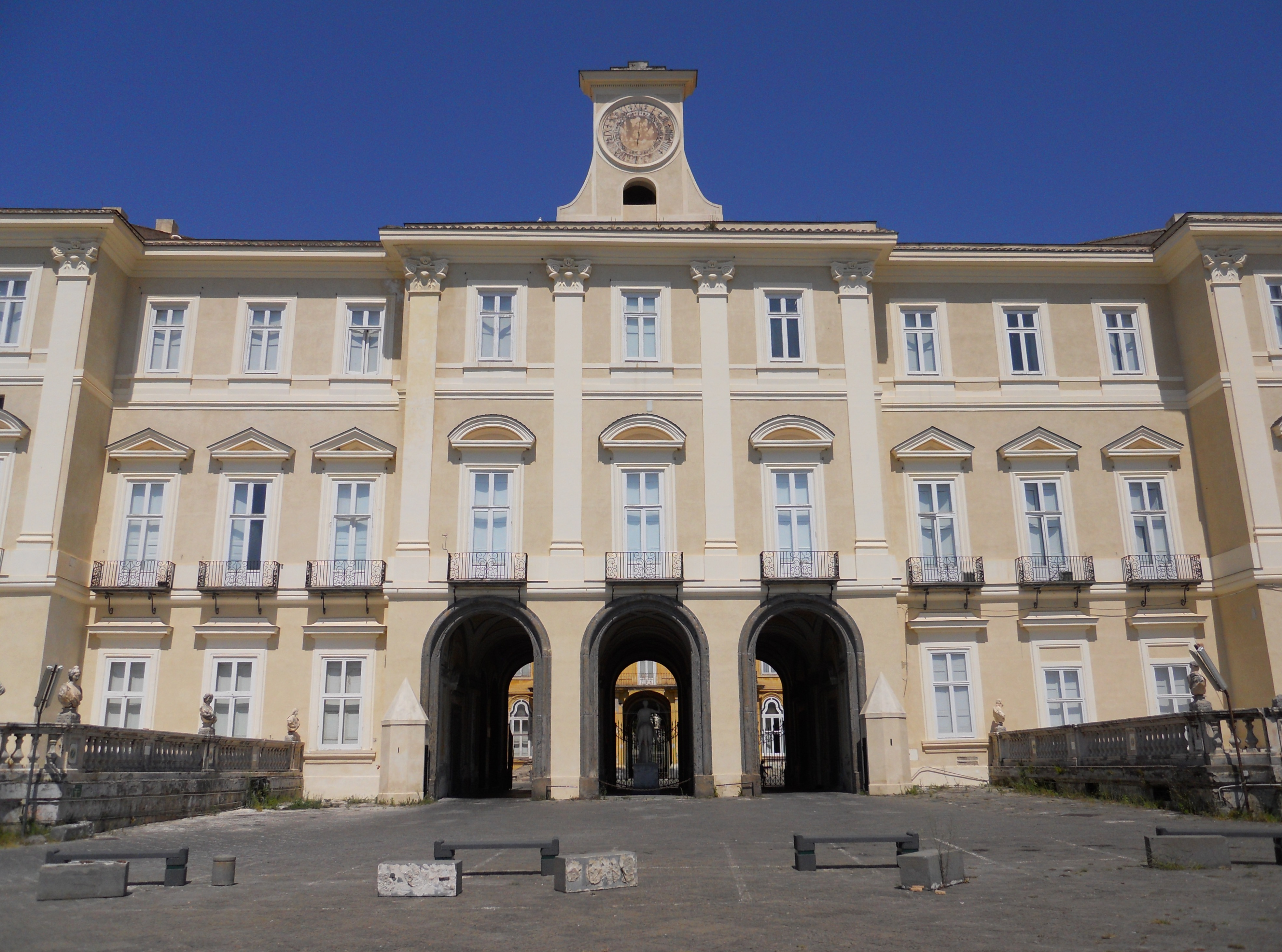
Facultad de Agronomía.
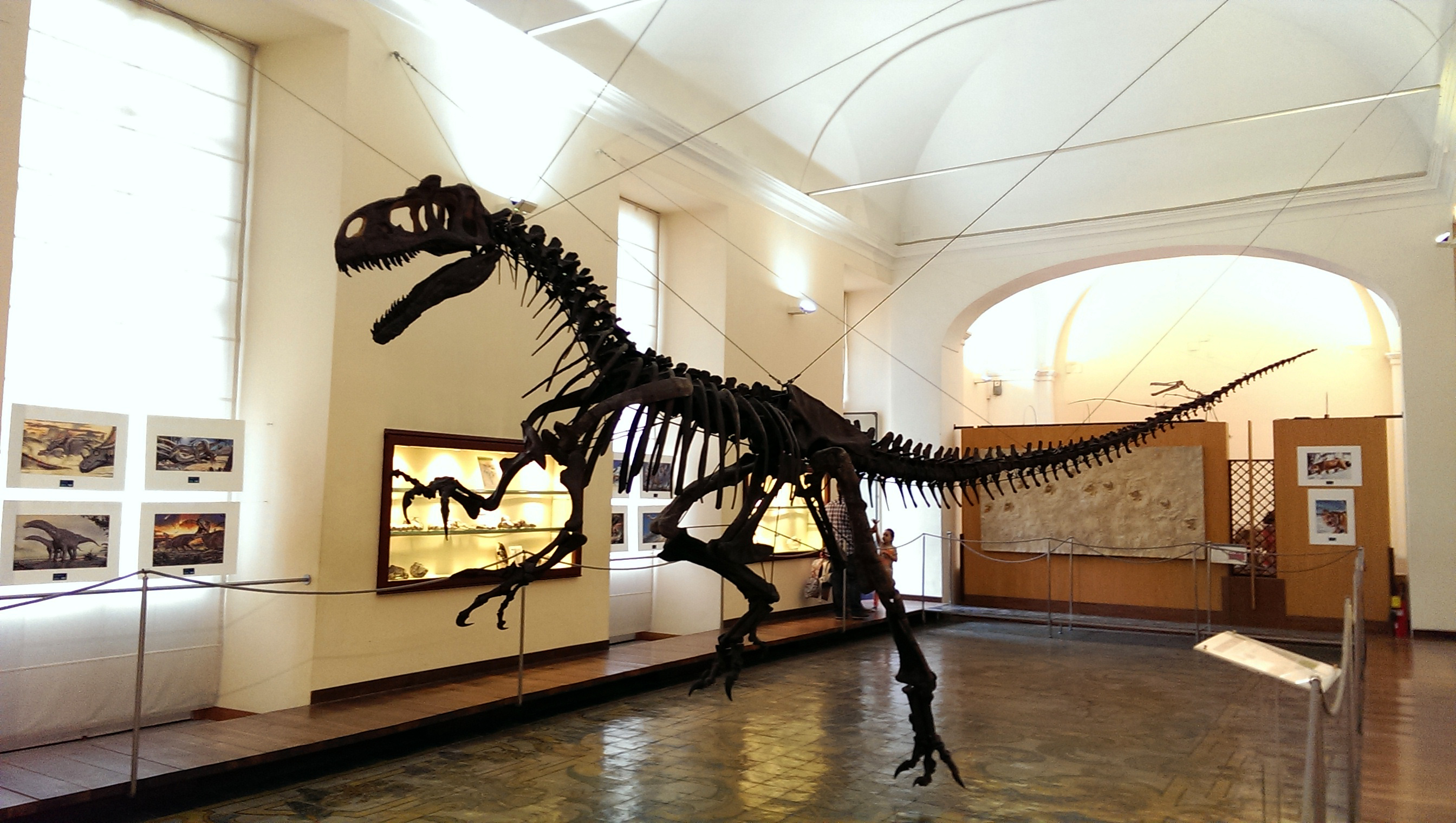
Museo de Paleontología.
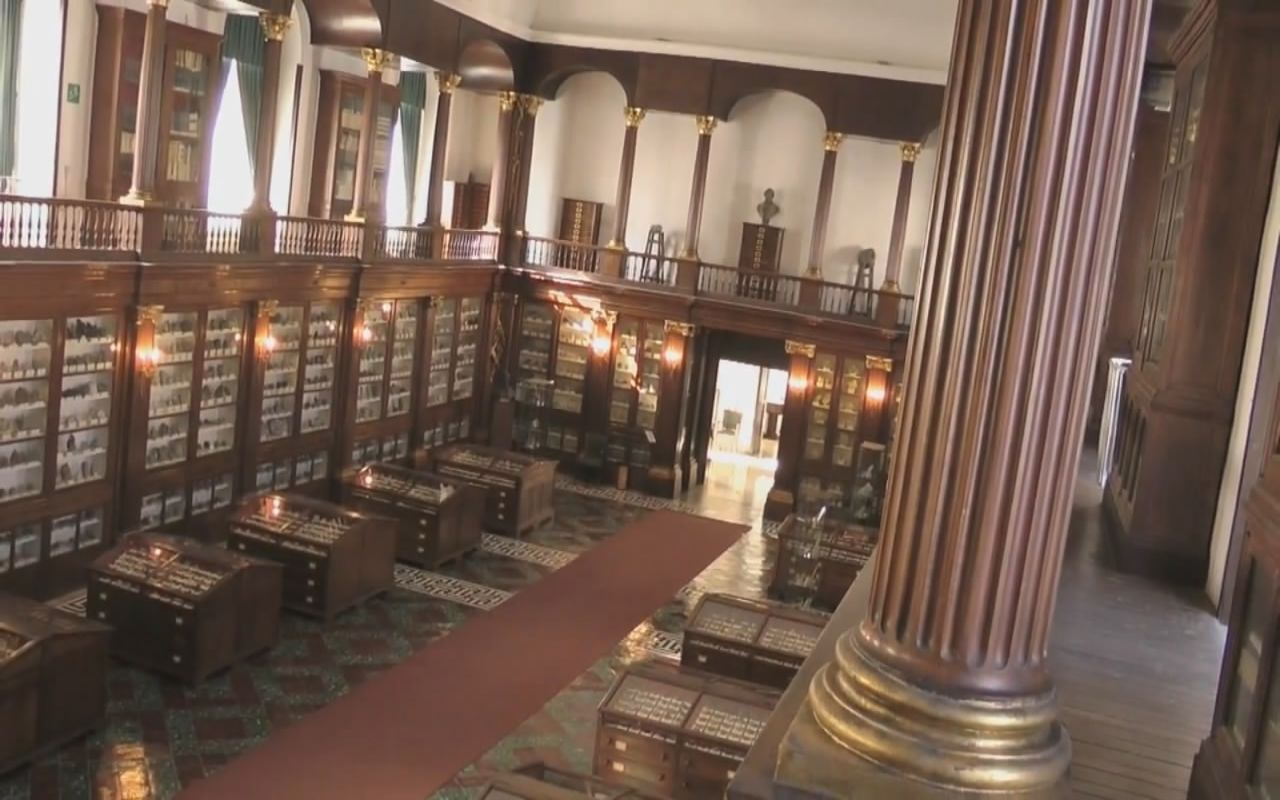
Museo de Mineralogía.
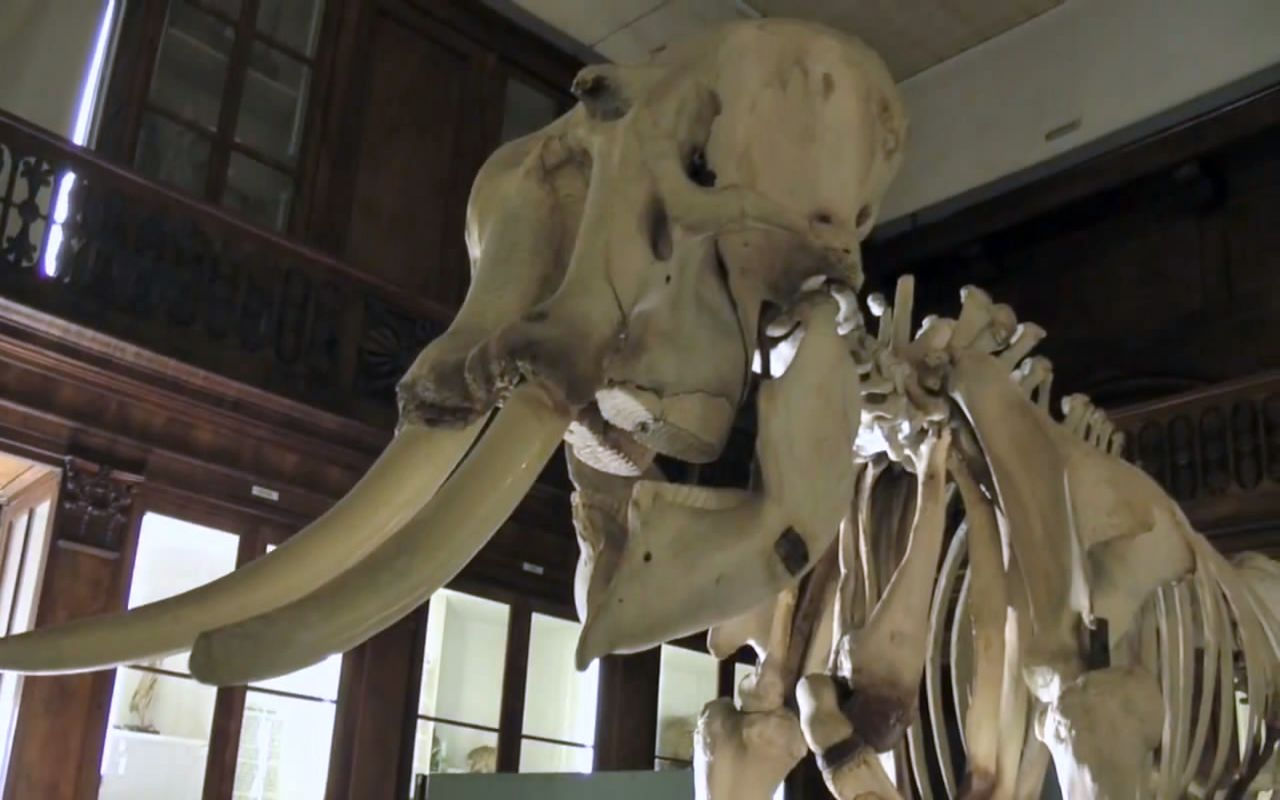
Museo de Zoología.